# Église Saint-Jean de Saint-Jean-Lasseille
Pour les articles homonymes, voir église Saint-Jean.
L'église Saint-Jean (ou Saint-Jean-Baptiste, en catalan : Sant Joan la Cella) est une église préromane construite probablement au IXe siècle et située à Saint-Jean-Lasseille, dans le département français des Pyrénées-Orientales.

## Situation
L'église est située dans la Rue de l'Église au centre du vieux village.

## Architecture et mobilier

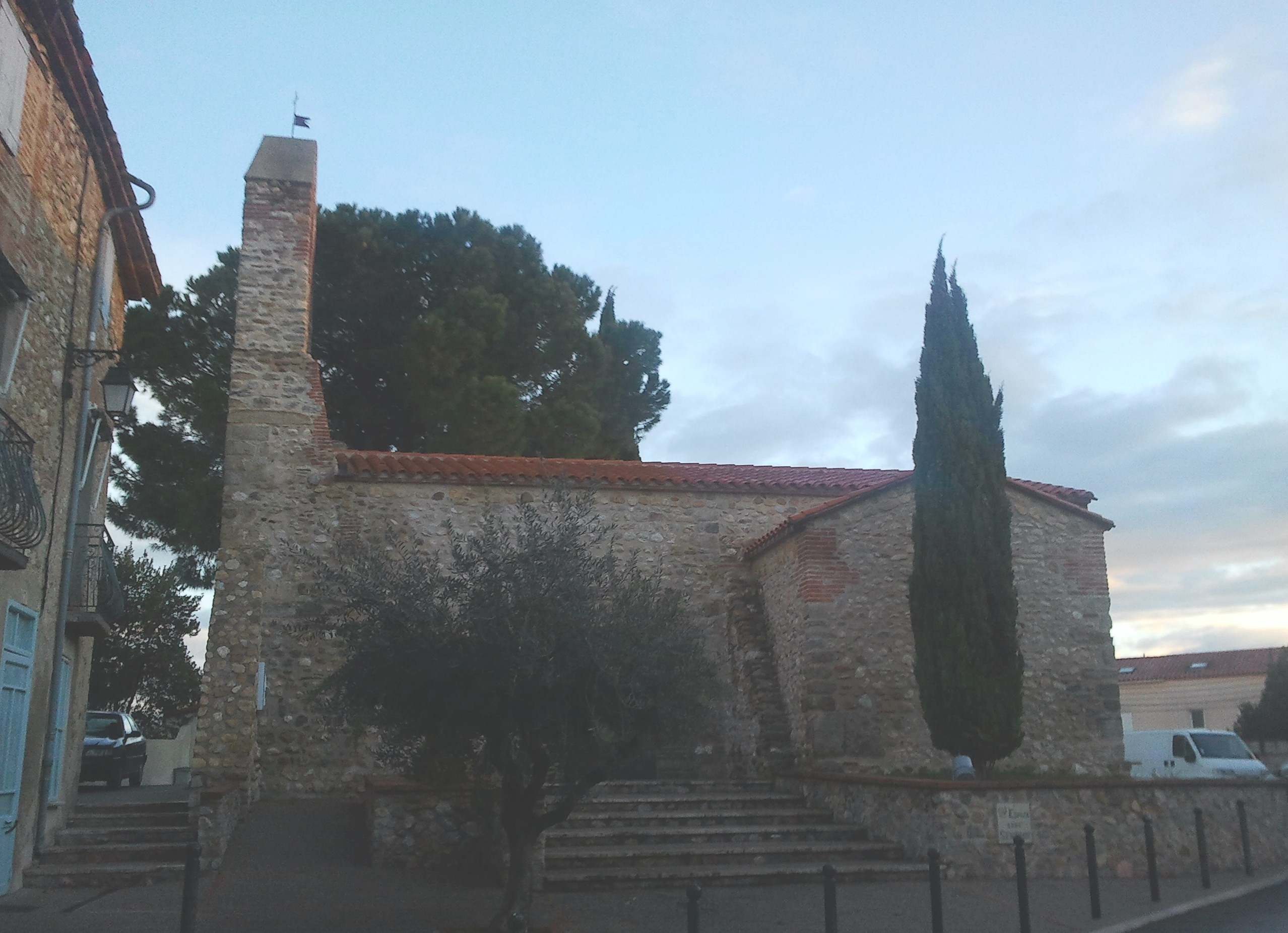
La face sud de l'église

Datant du IXe siècle, l'église Saint-Jean est préromane, à nef unique, puis progressivement remaniée jusqu'au XVIIe siècle.
La partie occidentale est préromane, dont la porte, qui est munie d'un arc en plein-cintre sur des piédroits resserrés, caractéristiques des églises d'avant l'an 1000.
L'église possède un remarquable bénitier en marbre blanc décoré de lions et de volutes, possiblement daté du troisième quart du XIIe siècle. Il pourrait s'agir d'un remploi d'un chapiteau de colonne issu de l'abbaye Saint-André-de-Sorède.

## Histoire
Dans le contexte du Moyen Âge catalan, une cella (en catalan moderne : cel·la) est un lieu où vit une petite communauté monastique, d'abord de façon indépendante puis, à partir de l'époque carolingienne, sous l'emprise d'une abbaye. Des moines y vivent, y célèbrent la messe, défrichent puis cultivent les terres,. C'est sous l'impulsion des moines bénédictins qu'au cours des IXe et Xe siècles, après le retrait des Maures, la population du Roussillon s'accroît, les cellae et monastères cristallisant autour d'eux des noyaux de peuplement.
Vers l'an 800, un religieux nommé Sentimir fonde l'abbaye de Saint-Génis-des-Fontaines et plusieurs cellae en Roussillon, dont une à l'emplacement de l'actuelle église Saint-Jean de Saint-Jean-Lasseille. Ceci est connu par un précepte de Louis le Pieux de 819 qui confirme les possessions de l'abbaye, dont la cella de Saint-Jean, avec un lac, située près de la ville de Banyuls-dels-Aspres.
Les possessions sont confirmées en 981 par Lothaire. Ce document précise de plus le territoire dépendant de la cella : il s'agit des chemins menant d'Elne à Banyuls-dels-Aspres, de Brouilla à Villemolaque et de Villemolaque à Elne et au sanctuaire de Darnago. Ce dernier lieu correspond peut-être au mas Tardiu situé à Brouilla.
Après la cella S. Johannis du IXe siècle, la première mention écrite connue du toponyme Saint-Jean-Lasseille, sous la forme Sanctus Johannes de Cella apparaît en 1188.
Les privilèges de l'abbaye de Saint-Génis-des-Fontaines sur Saint-Jean-Lasseille sont confirmés en 1308 mais, en 1339, le droit de rendre justice est accordé à Dalmau de Banyuls par Jacques III de Majorque. Le village et l'église de Saint-Jean-Lasseille changent plusieurs fois de propriétaires. En 1507, l'abbaye Saint-Génis-des-Fontaines devient propriété de celle de Montserrat, près de Barcelone. Ainsi lorsque, en 1635, la seigneurie de Banyuls passe sous contrôle de l'abbaye de Montserrat, celle-ci conserve la seigneurie alors que l'église revient dans le giron de Saint-Génis.
L'ancienne cella devient église paroissiale à une date inconnue. La partie orientale de l'église actuelle est construite au XVIIe siècle.
L'église est rénovée en 2005.